# Мохамед Салису
Мохамед Салису Абдул Карим (на английски: Mohammed Salisu Abdul Karim; роден на 17 април 1999 г. в Кумаси) е ганайски защитник. Играе за Монако и ганайския национален отбор.